# Alapars
Alapars – wieś w Armenii, w prowincji Kotajk. W 2011 roku liczyła 2076 mieszkańców.